# The Sea Gull
 The Sea Gull és una pel·lícula britànico-estatunidenca dirigida per Sidney Lumet, estrenada el 1969.

## Argument
El drama The Sea Gull és una adaptació de l'obra de teatre La gavina d'Anton Txékhov. La història té lloc a la Rússia rural durant l'última part del segle xix. Una actriu envellida, Arkidana visita a l'estiu al seu germà Sorin i al fill Konstantin en una propietat del camp. En una ocasió porta amb ella a Trigorin, un novel·lista reeixit. Nina, una noia lliure i innocent en una propietat veïna, s'enamora de Trigorin.

## Repartiment
- James Mason: Trigorin, un escribà
- Vanessa Redgrave: Nina, la seva filla
- Simone Signoret: Arkadina, una actriu
- David Warner: Konstantin Treplev, el fill de l'actriu
- Harry Andrews: Sorin, el seu germà
- Denholm Elliott: Dorn, un metge
- Eileen Herlie: Polina
- Alfred Lynch: Medvedenko, un mestre
- Ronald Radd: Shamraev, intendent
- Kathleen Widdoes: Masha, la seva filla